# 小行星129078
小行星129078（129078 Animoo）是一颗绕太阳运转的小行星，为主小行星带小行星。该小行星于2004年11月20日发现。
該小行星以瑞士地質學家及畫家勞倫特·「利洛」·斯蒂德爾（Laurent "Lillo" Steidle）藝術作品的標題《Animoo》命名。

## 轨道参数
小行星129078的轨道半长轴为340 320 372 km，2.2748688 UA，离心率为0.185。